# EVERY LITTLE THING 15th Anniversary Concert Tour 2011〜2012 "ORDINARY"
『EVERY LITTLE THING 15th Anniversary Concert Tour 2011〜2012 "ORDINARY"』（エブリーリトルシング・フィフティーンス・アニバーサリー・コンサート・ツアー・2011～2012 オーディナリー）は、日本の音楽ユニットEvery Little Thingが開催したコンサートツアー及び、2012年8月1日にリリースしたDVD、Blu-ray作品。

## 解説
ライブ映像作品としては『Every Little Thing Concert tour 2009〜2010 "MEET"』以来で約2年ぶりとなる。Every Little Thing名義の作品としては、2012年唯一の作品。本作以降からは、発売の媒体がDVDに加えてBlu-rayでも発売されるようになった。
ツアーとしては、2011年10月から2012年3月にかけて行なわれた。全31公演。デビュー15周年を記念したツアーで、アルバム『ORDINARY』を中心としたコンセプトツアーとなっている。

## 収録曲

### Disc1
1. アイガアル
2. スイミー
3. tomorrow
4. 恋文
5. fragile
6. あたらしい日々
7. 響 -こえ-
8. また あした
9. Time goes by
10. STAR
11. Pray For East
12. Someday, Someplace～FOREVER YOURS～Rescue me
13. Shapes Of Love
14. jump
15. BEGIN
(ENCORE)
16. ORDINARY
17. Landscape
18. 出逢った頃のように
19. Dear My Friend
20. ありがとうはそのためにある

### Disc2
1. Off－Shot from Concert Tour 2011～2012 ORDINARY